# Іді Фалко
Іді Фалко (англ. Edie Falco; (5 липня 1963 , Бруклін, Нью-Йорк ) — американська акторка. Найбільш відома ролями Кармели Сопрано в серіалі «Клан Сопрано» і Джекі Пейтон у серіалі «Медсестра Джекі». Лауреатка двох «Золотих глобусів», чотирьох «Еммі» та п'яти премій Гільдії кіноакторів США. Єдина акторка, яка отримала премію «Еммі» в категоріях і за найкращу жіночу роль у драматичному серіалі й за найкращу жіночу роль у комедійному серіалі.

## Життя і кар'єра
Народилася 1963 року в Брукліні, Нью-Йорку: мати — акторка Джудіт Андерсон, батько — Френк Фалко, джазовий барабанщик. Батько мав італо-американське походження, а мати шведсько-американське. Мала братів Джозефа, Поля і сестру Рут. Її дід — новеліст, драматург і поет Едвард Фалко, працював на посаді професора в Політехнічному університеті Вірджинії. Дитинство Іді провела в Нортпорті та Вест-Ісліпе на Лонг-Айленді.
Фалко закінчила Northport High School у 1981 році. Після школи грала в мюзиклі My Fair Lady. Відвідувала акторські курси в SUNY Purchase, де навчалася зі Стенлі Туччі та Вінгом Реймсом, з якими товаришує й понині.
Іді Фалко розпочала кар'єру наприкінці 1980-х і наступне десятиліття виконувала переважно ролі другого плану в незалежних кінофільмах. Вона номінувалася на премію «Незалежний дух» за найкращу жіночу роль за фільм «Закон неминучості» (1992), а в 1997 році отримала приз Американського інституту кіномистецтва за головну роль в картині «Ціна життя». На телебаченні її кар'єра складалася головним чином з другорядних ролей у серіалах «Закон і порядок», «Забійний відділ» і «В'язниця Оз», за участь у яких Фалко отримувала похвалу критики за свій натуралістичний акторський стиль. У 1997 році вона зіграла головну роль в телевізійному пілоті, заснованому на фільмі «Фарго».
У 1999 році Фалко отримала свою найвідомішу роль у серіалі каналу HBO «Клан Сопрано». Серіал досяг несподіваного успіху, а Фалко п'ять разів висувалася на премію «Еммі» за найкращу жіночу роль у драматичному серіалі, вигравши тричі. Також вона отримала дві нагороди «Золотий глобус» за найкращу жіночу роль в телевізійному серіалі — драма і п'ять премій Гільдії кіноакторів США.
Після завершення серіалу Фалко вирішила позбутися свого драматичного образу з серіалу, загравши комедійну роль конгресвумен в сіткомі «Студія 30», яка принесла їй номінацію на «Еммі» в категорії «Найкраща запрошена акторка в комедійному телесеріалі». У 2009 році вона повернулася до регулярної роботи на телебаченні з головною роллю в чорній комедії «Медсестра Джекі». Серіал отримав підтримку у критики, але негативно був сприйнятий медичними працівниками.
У 2010 році Фалко виграла «Еммі» за найкращу жіночу роль у комедійному серіалі, а при отриманні нагороди скромно заявила, що вона не смішна. Вона також неодноразово номінувалася на «Золотий глобус» і премію Гільдії кіноакторів США за свою роботу в серіалі. У 2011 році вона номінувалася на «Тоні» за найкращу жіночу роль другого плану у п'єсі за участь у бродвейській постановці «Будинок синього листя».
Іді Фалко ніколи не була одружена. У неї є прийомний син Андерсон і прийомна дочка Мейсі, яких вона всиновила в 2005 і 2008 роках відповідно.

## Фільмографія

### Кіно
| Год  | Назва українською мовою | Оригінальна назва       | Роль                    |
| ---- | ----------------------- | ----------------------- | ----------------------- |
| 1987 | Мілая Лоррейн           | Sweet Lorraine          | Карен                   |
| 1989 | Неймовірна правда       | The Unbelievable Truth  | Джейн                   |
| 1989 |                         | Sidewalk Stories        | Жінка                   |
| 1990 | Довіра                  | Trust                   | Пег Кафлін              |
| 1991 | Я був на Марсі          | I Was on Mars           | Жінка — водій           |
| 1992 | Закон неминучості       | Laws of Gravity         | Деніз                   |
| 1992 | Час вийшов              | Time Expired            | Джіні                   |
| 1993 | Розмальовки             | Rift                    | Кінорежисерка           |
| 1994 | Кулі над Бродвеєм       | Bullets Over Broadway   | Лорна                   |
| 1995 | Залежність              | The Addiction           | Джин                    |
| 1995 | Вогняний крик           | Backfire!               | Мама                    |
| 1996 |                         | Layin 'Low' '           | Енджі                   |
| 1996 | Похорон                 | The Funeral             | Спікер                  |
| 1996 | Що дихає кімната        | Breathing Room          | Марсі                   |
| 1996 | Кінець дитинства        | Childhood's End         | Петті                   |
| 1997 | Ураган                  | Hurricane               | Джоанн                  |
| 1997 | Поліцейські             | Cop Land                | Берта                   |
| 1997 | Неприємності на розі    | Trouble on the Corner   | Вівіан Стюарт           |
| 1997 | Ціна життя              | Cost of Living          | Біллі                   |
| 1998 | Сліпе світло            | Blind Light             | Діана Дибенко           |
| 1998 | Дорожче рубінів         | A Price Above Rubies    | Фейга                   |
| 1999 | Джуді Берлін            | Judy Berlin             | Джуді Берлін            |
| 1999 | Оператор смерті         | Stringer                | Телепродукту            |
| 1999 | Павутина брехні         | Random Hearts           | Дженіс                  |
| 2000 | Смерть собаки           | Death of a Dog          | Мама                    |
| 2000 | Нічна сенсація          | Overnight Sensation     | Координаторка фестивалю |
| 2002 | Сонячний штат           | Sunshine State          | Марлі Темпл             |
| 2005 | Дівчина з понеділка     | The Girl from Monday    | Суддя                   |
| 2005 | Велике нове диво        | The Great New Wonderful | Сафара                  |
| 2006 | Душа тиші               | The Quiet               | Олівія Дір              |
| 2006 | Зворотний бік правди    | Freedomland             | Карен Коллусі           |
| 2010 | Три сім'ї               | 3 Backyards             | Пеггі                   |
| 2013 | Ігри богів              | Gods Behaving Badly     | Артеміда                |
| 2017 | Меган Ліві              | Megan Leavey            | Джекі Ліві              |
| 2022 | Аватар 2                | Avatar 2                | генерал Ардмор          |
| 2023 | Аватар 3                | Avatar 3                | генерал Ардмор          |

### Телебачення
| Рік       | Назва українською мовою                     | Оригінальна назва                 | Роль              |
| --------- | ------------------------------------------- | --------------------------------- | ----------------- |
| 1993-1997 | Забійний відділ                             | Homicide: Life on the Street      | Єва Тороменн      |
| 1995-1997 | Поліцейські під прикриттям                  | New York Undercover               | Сержант Келлі     |
| 1993-1998 | Закон і порядок                             | Law & Order                       | Саллі Белл        |
| 1997      | Фарґо                                       | Fargo                             | Мардж Гандерсон   |
| 1997-2000 | В'язниця Оз                                 | Oz                                | Діана Віттлесі    |
| 1999-2007 | Клан Сопрано                                | The Sopranos                      | Кармела Сопрано   |
| 2001      | Дженіфер                                    | Jenifer                           | Продавчиця        |
| 2004      | Вілл і Грейс                                | Will & Grace                      | Дедал             |
| 2007-2008 | Студія 30                                   | 30 Rock                           | Селеста Каннінгем |
| 2009-2015 | Медсестра Джекі                             | Nurse Jackie                      | Джекі Пейтон      |
| 2017      | Закон і порядок: Справжній злочин           | Law & Order True Crime            | Леслі Абрамсон    |
| 2021      | Американська кримінальна історія: Імпічмент | Impeachment: American Crime Story | Гілларі Клінтон   |

### Театр
| Рік                              | Назва українською мовою       | Оригінальна назва                       | Роль            |
| -------------------------------- | ----------------------------- | --------------------------------------- | --------------- |
| 25 червня 1998 — 31 жовтня 1999  |                               | Side Man                                | Террі           |
| 8 серпня 2002 — 9 березня 2003   | Френкі і Джонні в Клер де Лун | Frankie and Johnny in the Clair de Lune | Френкі          |
| 14 листопада 2004 — 9 січня 2005 |                               | 'night, Mother                          | Джессі Кейтс    |
| 25 квітня 2011 — 25 червня 2011  | Будинок синього листя         | The House of Blue Leaves                | Бананас Шонессі |
| 12 жовтня 2021 — 19 грудня 2021  | Ранкове сонце                 | Morning Sun                             | Чарлі           |

## Нагороди й номінації
| Нагорода                               | Рік  | Категорія                                                | Робота                            | Результат |
| -------------------------------------- | ---- | -------------------------------------------------------- | --------------------------------- | --------- |
| Золотий глобус                         | 2000 | Найкраща жіноча роль у телесеріалі — драма               | Клан Сопрано                      | Перемога  |
| Золотий глобус                         | 2001 | Найкраща жіноча роль у телесеріалі — драма               | Клан Сопрано                      | Номінація |
| Золотий глобус                         | 2002 | Найкраща жіноча роль у телесеріалі — драма               | Клан Сопрано                      | Номінація |
| Золотий глобус                         | 2003 | Найкраща жіноча роль у телесеріалі — драма               | Клан Сопрано                      | Перемога  |
| Золотий глобус                         | 2005 | Найкраща жіноча роль у телесеріалі — драма               | Клан Сопрано                      | Номінація |
| Золотий глобус                         | 2007 | Найкраща жіноча роль у телесеріалі — драма               | Клан Сопрано                      | Номінація |
| Золотий глобус                         | 2008 | Найкраща жіноча роль у телесеріалі — драма               | Клан Сопрано                      | Номінація |
| Золотий глобус                         | 2010 | Найкраща жіноча роль у телесеріалі — комедія або мюзикл  | Медсестра Джекі                   | Номінація |
| Золотий глобус                         | 2011 | Найкраща жіноча роль у телесеріалі — комедія або мюзикл  | Медсестра Джекі                   | Номінація |
| Золотий глобус                         | 2014 | Найкраща жіноча роль у телесеріалі — комедія або мюзикл  | Медсестра Джекі                   | Номінація |
| Золотий глобус                         | 2015 | Найкраща жіноча роль у телесеріалі — комедія або мюзикл  | Медсестра Джекі                   | Номінація |
| Еммі                                   | 1999 | Найкраща жіноча роль у драматичному телесеріалі          | Клан Сопрано                      | Перемога  |
| Еммі                                   | 2000 | Найкраща жіноча роль у драматичному телесеріалі          | Клан Сопрано                      | Номінація |
| Еммі                                   | 2001 | Найкраща жіноча роль у драматичному телесеріалі          | Клан Сопрано                      | Перемога  |
| Еммі                                   | 2003 | Найкраща жіноча роль у драматичному телесеріалі          | Клан Сопрано                      | Перемога  |
| Еммі                                   | 2004 | Найкраща жіноча роль у драматичному телесеріалі          | Клан Сопрано                      | Номінація |
| Еммі                                   | 2007 | Найкраща жіноча роль у драматичному телесеріалі          | Клан Сопрано                      | Номінація |
| Еммі                                   | 2008 | Найкраща запрошена акторка в комедійному телесеріалі     | Студія 30                         | Номінація |
| Еммі                                   | 2010 | Найкраща жіноча роль у комедійному телесеріалі           | Медсестра Джекі                   | Перемога  |
| Еммі                                   | 2011 | Найкраща жіноча роль у комедійному телесеріалі           | Медсестра Джекі                   | Номінація |
| Еммі                                   | 2012 | Найкраща жіноча роль у комедійному телесеріалі           | Медсестра Джекі                   | Номінація |
| Еммі                                   | 2013 | Найкраща жіноча роль у комедійному телесеріалі           | Медсестра Джекі                   | Номінація |
| Еммі                                   | 2014 | Найкраща жіноча роль у комедійному телесеріалі           | Медсестра Джекі                   | Номінація |
| Еммі                                   | 2015 | Найкраща жіноча роль у комедійному телесеріалі           | Медсестра Джекі                   | Номінація |
| Еммі                                   | 2018 | Найкраща жіноча роль у мінісеріалі або телефільмі        | Закон і порядок: Справжній злочин | Номінація |
| Премія Гільдії кіноакторів США         | 2000 | Найкраща жіноча роль у драматичному серіалі              | Клан Сопрано                      | Перемога  |
| Премія Гільдії кіноакторів США         | 2000 | Найкращий акторський склад у роль у драматичному серіалі | Клан Сопрано                      | Перемога  |
| Премія Гільдії кіноакторів США         | 2001 | Найкращий акторський склад у роль у драматичному серіалі | Клан Сопрано                      | Номінація |
| Премія Гільдії кіноакторів США         | 2001 | Найкраща жіноча роль у драматичному серіалі              | Клан Сопрано                      | Номінація |
| Премія Гільдії кіноакторів США         | 2002 | Найкраща жіноча роль у драматичному серіалі              | Клан Сопрано                      | Номінація |
| Премія Гільдії кіноакторів США         | 2002 | Найкращий акторський склад у драматичному серіалі        | Клан Сопрано                      | Номінація |
| Премія Гільдії кіноакторів США         | 2003 | Найкращий акторський склад у драматичному серіалі        | Клан Сопрано                      | Номінація |
| Премія Гільдії кіноакторів США         | 2003 | Найкраща жіноча роль у драматичному серіалі              | Клан Сопрано                      | Перемога  |
| Премія Гільдії кіноакторів США         | 2005 | Найкраща жіноча роль у драматичному серіалі              | Клан Сопрано                      | Номінація |
| Премія Гільдії кіноакторів США         | 2005 | Найкращий акторський склад у драматичному серіалі        | Клан Сопрано                      | Номінація |
| Премія Гільдії кіноакторів США         | 2007 | Найкращий акторський склад у драматичному серіалі        | Клан Сопрано                      | Номінація |
| Премія Гільдії кіноакторів США         | 2007 | Найкраща жіноча роль у драматичному серіалі              | Клан Сопрано                      | Номінація |
| Премія Гільдії кіноакторів США         | 2008 | Найкраща жіноча роль у драматичному серіалі              | Клан Сопрано                      | Перемога  |
| Премія Гільдії кіноакторів США         | 2008 | Найкращий акторський склад у драматичному серіалі        | Клан Сопрано                      | Перемога  |
| Премія Гільдії кіноакторів США         | 2010 | Найкраща жіноча роль у комедійному серіалі               | Медсестра Джекі                   | Номінація |
| Премія Гільдії кіноакторів США         | 2011 | Найкраща жіноча роль у комедійному серіалі               | Медсестра Джекі                   | Номінація |
| Премія Гільдії кіноакторів США         | 2012 | Найкраща жіноча роль у комедійному серіалі               | Медсестра Джекі                   | Номінація |
| Премія Гільдії кіноакторів США         | 2013 | Найкраща жіноча роль у комедійному серіалі               | Медсестра Джекі                   | Номінація |
| Премія Гільдії кіноакторів США         | 2013 | Найкращий акторський склад у комедійному серіалі         | Медсестра Джекі                   | Номінація |
| Премія Гільдії кіноакторів США         | 2014 | Найкраща жіноча роль у комедійному серіалі               | Медсестра Джекі                   | Номінація |
| Премія Гільдії кіноакторів США         | 2015 | Найкраща жіноча роль у комедійному серіалі               | Медсестра Джекі                   | Номінація |
| Премія Гільдії кіноакторів США         | 2016 | Найкраща жіноча роль у комедійному серіалі               | Медсестра Джекі                   | Номінація |
| Супутник                               | 2000 | Найкраща жіноча роль у телесеріалі — драма               | Клан Сопрано                      | Номінація |
| Супутник                               | 2001 | Найкраща жіноча роль у телесеріалі — драма               | Клан Сопрано                      | Номінація |
| Супутник                               | 2002 | Найкраща жіноча роль у телесеріалі — драма               | Клан Сопрано                      | Перемога  |
| Супутник                               | 2003 | Найкраща жіноча роль другого плану                       | Сонячний штат                     | Перемога  |
| Супутник                               | 2009 | Найкраща жіноча роль у телесеріалі — драма               | Медсестра Джекі                   | Номінація |
| Супутник                               | 2010 | Найкраща жіноча роль у телесеріалі — комедія або мюзикл  | Медсестра Джекі                   | Номінація |
| Супутник                               | 2014 | Найкраща жіноча роль у телесеріалі — комедія або мюзикл  | Медсестра Джекі                   | Номінація |
| Супутник                               | 2015 | Найкраща жіноча роль у телесеріалі — комедія або мюзикл  | Медсестра Джекі                   | Номінація |
| Вибір телевізійних критиків            | 2011 | Найкраща жіноча роль у комедійному серіалі               | Медсестра Джекі                   | Номінація |
| Премія Асоціації телевізійних критиків | 2001 | Індивідуальні досягнення в драмі                         | Клан Сопрано                      | Номінація |
| Премія Асоціації телевізійних критиків | 2003 | Індивідуальні досягнення в драмі                         | Клан Сопрано                      | Перемога  |
| Премія Асоціації телевізійних критиків | 2004 | Індивідуальні досягнення в драмі                         | Клан Сопрано                      | Номінація |
| Незалежний дух                         | 1993 | Найкраща жіноча роль                                     | Закон неминучості                 | Номінація |
| Тоні                                   | 2011 | Найкраща жіноча роль другого плану в п'єсі               | Будинок синього листя             | Номінація |